# Pristimantis salaputium
Pristimantis salaputium är en groddjursart som först beskrevs av William Edward Duellman 1978.  Pristimantis salaputium ingår i släktet Pristimantis och familjen Strabomantidae. IUCN kategoriserar arten globalt som otillräckligt studerad. Inga underarter finns listade i Catalogue of Life.